# 八馬淳也
八馬 淳也（はちうま じゅんや、1973年5月22日 - ）は、フジテレビジョンの社員で元・アナウンサー。東宝常務取締役・東宝不動産取締役社長の八馬直佳は叔父に当たる。

## 来歴・人物
兵庫県西脇市の出身で、身長は183cm、血液型はA型。兵庫県立小野高等学校から関西学院大学社会学部を経て、大学卒業後の1998年4月1日付で、アナウンサーとしてフジテレビに入社した。同期入社のアナウンサーは西岡孝洋、島田彩夏（いずれも現職）、荒瀬詩織（2001年の退職直後に石井琢朗と結婚)。
入社1年目から2年間にわたって、『めざましテレビ』の「ワールドキャラバン」（海外で暮らす日本人に故郷からの手紙を届ける企画）で39カ国へ渡航。通算で97通を配達したほか、2001年3月1日には、渡航中の日記をまとめた書籍『日本からお手紙です!―新人アナが足で届けた97通世界39カ国』がフジテレビ出版から刊行された（#関連書籍を参照）。
日本への帰国後は、スポーツアナウンサーとしてプロ野球中継・関連番組に出演したほか、局名告知映像のナレーションを担当していた。2003年6月1日付で、営業局営業部へ異動。情報制作局への異動（2007年6月1日）を機に放送の現場へ復帰してからは、『めざましテレビ』でニュースコーナーや「ココ調」（調査ロケ企画）のディレクターを務めた。

## ディレクター担当番組
- めざましテレビ（ニュースディレクター、ナレーター）

## 過去の出演番組
- FNSの日（第12回、提供読み）
- めざましテレビ（ワールドキャラバン発起人兼初代レポーター）
- ごきげんよう’00.10.4
- プロ野球ニュース 野球実況
- FNNスーパーニューススポーツキャスター代理
- めざまし天気
- FNNレインボー発
- すぽると! 野球実況キャスター
- 晴れたらイイねッ!
- 堂本兄弟（堂本一問一答、初代天の声）

## 関連書籍
- 『日本からお手紙です!―新人アナが足で届けた97通世界39カ国』フジテレビ出版、2001年3月。ISBN 9784594030889。